# Ora de aur

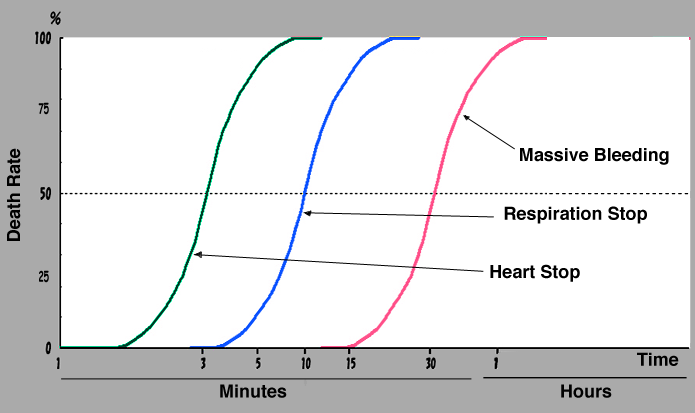
Principiul orei de aur

Ora de aur este perioada de timp imediat după o leziune traumatică în care există cea mai mare probabilitate ca un tratament medical și chirurgical prompt să prevină moartea. Deși a fost definită inițial ca o oră, perioada exactă de timp depinde de natura leziunii și poate fi mai mare sau mai mică decât această durată.  Este bine stabilit că șansele de supraviețuire ale persoanei sunt cele mai mari dacă primește îngrijire într-o perioadă scurtă de timp după o vătămare gravă; cu toate acestea, nu există dovezi care să sugereze că ratele de supraviețuire scad după 60 de minute. Unii au ajuns să folosească termenul pentru a se referi la principiul de bază al intervenției rapide în cazurile de traumă, mai degrabă decât la sensul restrâns al unei perioade critice de o oră.

## Concept general
Cazurile de traumatisme severe, în special hemoragii interne, necesită intervenție chirurgicală. Pot apărea complicații precum șocul dacă persoana nu este gestionată corespunzător și rapid. Prin urmare, devine o prioritate transportarea cât mai rapidă a persoanelor cu traumatisme severe la specialiști, cel mai adesea întâlniți la un centru de traumatologie spitalicească, pentru tratament. Deoarece unele leziuni pot determina o deteriorare extrem de rapidă a oamenilor, intervalul de timp dintre vătămare și tratament ar trebui, în mod ideal, să fie redus la minimum; aceasta a ajuns să fie specificată ca nu mai mult de 60 de minute, timp după care rata de supraviețuire pentru persoanele care au suferit traume se presupune că va scădea dramatic.
Timpul recomandat pentru serviciile medicale de urgență este mai mic de 10 minute la locul traumatismului înainte de transport.